# Rajaram
Rajaram Raje Bhosale (24 de febrero de 1670 - 3 de marzo de 1700, Sinhagad) era el hijo menor del gobernante Maratha, Chhatrapati Shivaji Maharaj, y medio hermano de Sambhaji Maharaj. Él asumió el trono del Imperio Maratha como su tercer Chhatrapati después de la muerte de su hermano a manos del emperador mogol Aurangzeb en 1689. Su reinado de once años estuvo marcado por una lucha constante contra los mogoles.

## Juventud y familia
Rajaram nació de Shivaji y su esposa más joven, Soyarabai, el 24 de febrero de 1670. Tenía trece años menos que su hermano, Sambhaji. Dada la naturaleza ambiciosa de su madre, instaló a Rajaram en el trono Maratha tras la muerte de su padre en 1680. Sin embargo, Sambhaji rápidamente se ganó a los generales de Maratha y reclamó el trono. Tras la muerte de Sambhaji, Rajaram fue coronado como Chhatrapati del estado Maratha.
Rajaram se casó tres veces. Su primer matrimonio fue a la edad de diez años con Jankibai, la hija de cinco años del jefe del ejército de Shivaji, Prataprao Gujar. Sus otras esposas fueron Tarabai, la hija de Hambirrao Mohite, el jefe del ejército que sucedió a Prataprao, y Rajasbai de la influyente familia Ghatge de Kagal. Rajaram tuvo tres hijos, Raja Karna, nacida fuera del matrimonio de una esclava, Shivaji II con Tarabai y Sambhaji II con Rajasbai.

## Coronación y ataque de los mogoles
Después de la muerte de Sambhaji, Rajaram fue coronado en Raigad el 12 de marzo de 1689. Cuando los mogoles comenzaron a asediar la región alrededor de Raigad el 25 de marzo de 1689, la viuda de Sambhaji (Yesubai) y su ministro Ramchandra Pant Amatya enviaron a Rajaram a la joven fortaleza de Pratapgad a través de Kavlya ghat. El ejército Maratha luchó con los mogoles y llevó al nuevo rey Maratha, Rajaram a escapar a través del ghat de Kavlya al fuerte de Jinji en el estado actual de Tamil Nadu a través de Pratapgad y Vishalgad; Rajaram alcanzó Keladi disfrazado y buscó refugio de Keladi Chennamma- La valiente reina luchó contra los mogoles y aseguró el paso seguro y el escape de Rajaram a Jinji, donde llegó después de un mes y medio el 1 de noviembre de 1689, Keladi Chennamma luchó en la guerra de la jungla que frustró a los mogoles que propusieron un acuerdo de paz por primera vez. Los detalles de este escape se conocen de la biografía poética incompleta de Rajaram, el Rajaramacharita escrito por su Rajpurohit, Keshav Pandit, en sánscrito.

## Asedio de Jinji
Aurangzeb confió a Ghazi-ud-din Firoze Jung el control de las fuerzas mogolas contra los Marathas en el Deccan, y especialmente envió a Zulfiqar Khan Nusrat Jung para capturar el Fuerte Jingi. El asedió inicio en septiembre de 1690. Después de tres intentos fallidos, finalmente fue capturado después de siete años el 8 de enero de 1698. Sin embargo, Rajaram escapó y huyó primero a Vellore y luego a Vishalgarh.

## Santaji y Dhanaji
Rajaram ocupó el fuerte en Jinji desde el 11 de noviembre de 1689, pero se fue antes de que cayera en 1698, estableciendo su corte en el fuerte Satara. Durante ese período en que Jinji permaneció invicto, "los intrépidos comandantes de Maratha, Santaji Ghorpade y Dhanaji Jadhav, causaron estragos en Karnataka y Maharashtra al derrotar a los generales Mogol y cortar sus líneas de comunicación".

## Muerte
Rajaram murió de una enfermedad pulmonar en 1700 en Sinhagad, cerca de Pune en Maharashtra, dejando atrás a las viudas y los bebés. Janakibai, una de sus viudas, cometió Sati tras la muerte de Rajaram. Otra de las viudas de Rajaram, Tarabai proclamó a su hijo pequeño, Shivaji II como el Chhatrapati y gobernó como su regente. Sin embargo, la liberación de Shahu, por parte de los sucesores de Aurangzeb, llevó a un conflicto interno entre Tarabai y Shahu, siendo este último el ganador y ocupante del trono. Tarabai estableció un asiento separado en Kolhapur e instaló a su hijo como el Chhatrapati rival. Ella fue depuesta brevemente por Rajasbai, la otra viuda sobreviviente de Rajaram. Rajasbai instaló al otro hijo de Rajaram llamado Sambhaji II en el trono de Kolhapur. La línea Kolhapur ha continuado hasta el día de hoy a través de la sucesión natural y las adopciones según la costumbre hindú